# Église Saint-Pierre-et-Saint-Paul de Bangor
L'église Saint-Pierre-et-Saint-Paul de Bangor est l'église paroissiale de Bangor à Belle-Île-en-Mer dans le département du Morbihan.

## Histoire
Ancien prieuré bénédictin fondé à partir du VIIe siècle par les moines d'une abbaye de Bangor venus du Pays de Galles ou d'Irlande pour évangéliser et repeupler l'île.
Une église a été construite au XIe siècle. Elle est mentionnée en 1520 comme dédiée à saint Pierre et saint Paul.
Elle a été reconstruite  et agrandie en 1855 et 1879. Le porche occidental, les piliers et les arcs de l'église primitive, ainsi que quelques pierres sculptées furent réutilisés.

## Protection
L'édifice est repris à l'inventaire général du patrimoine culturel depuis 1986 sous la référence IA00008249.

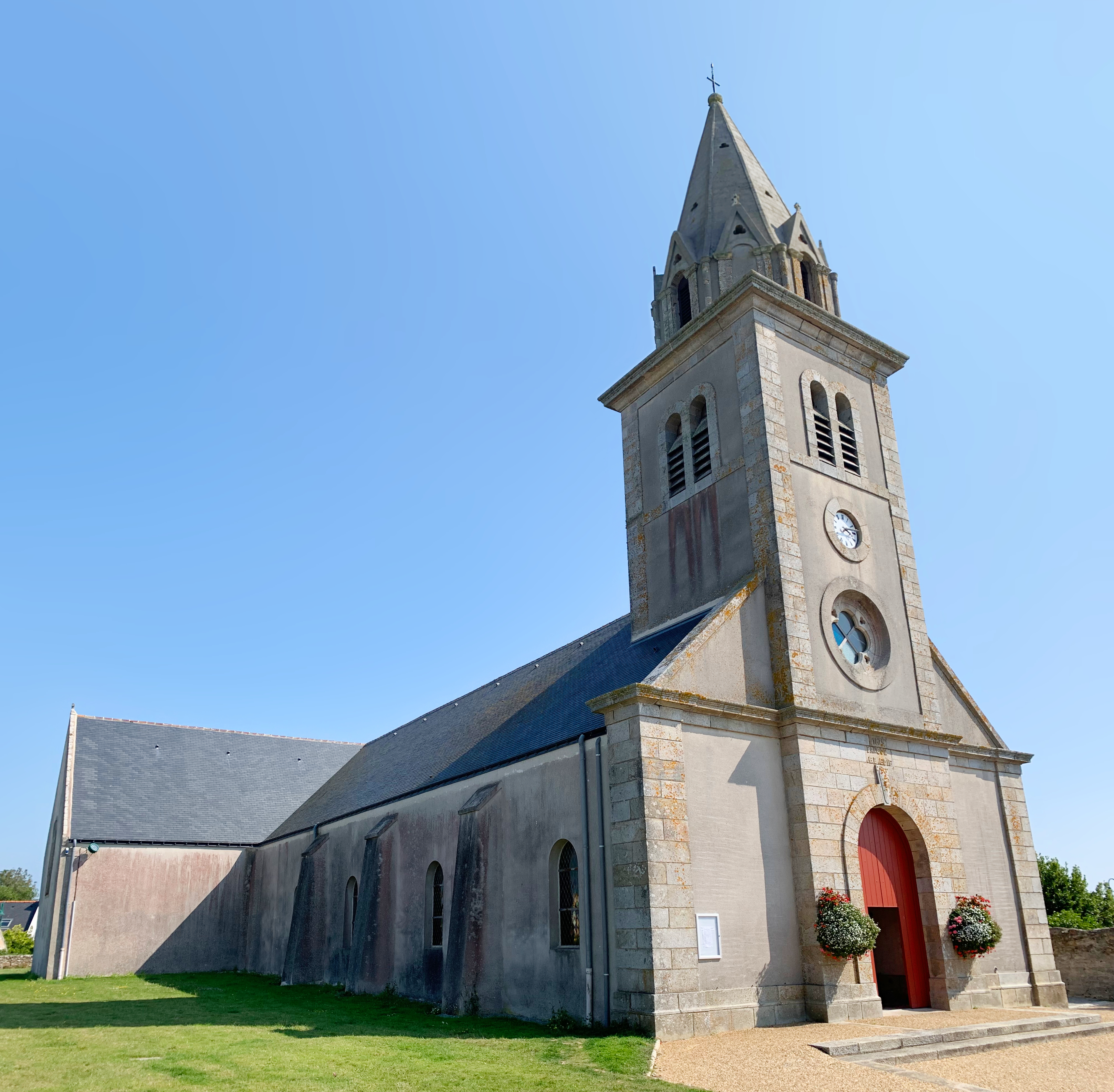
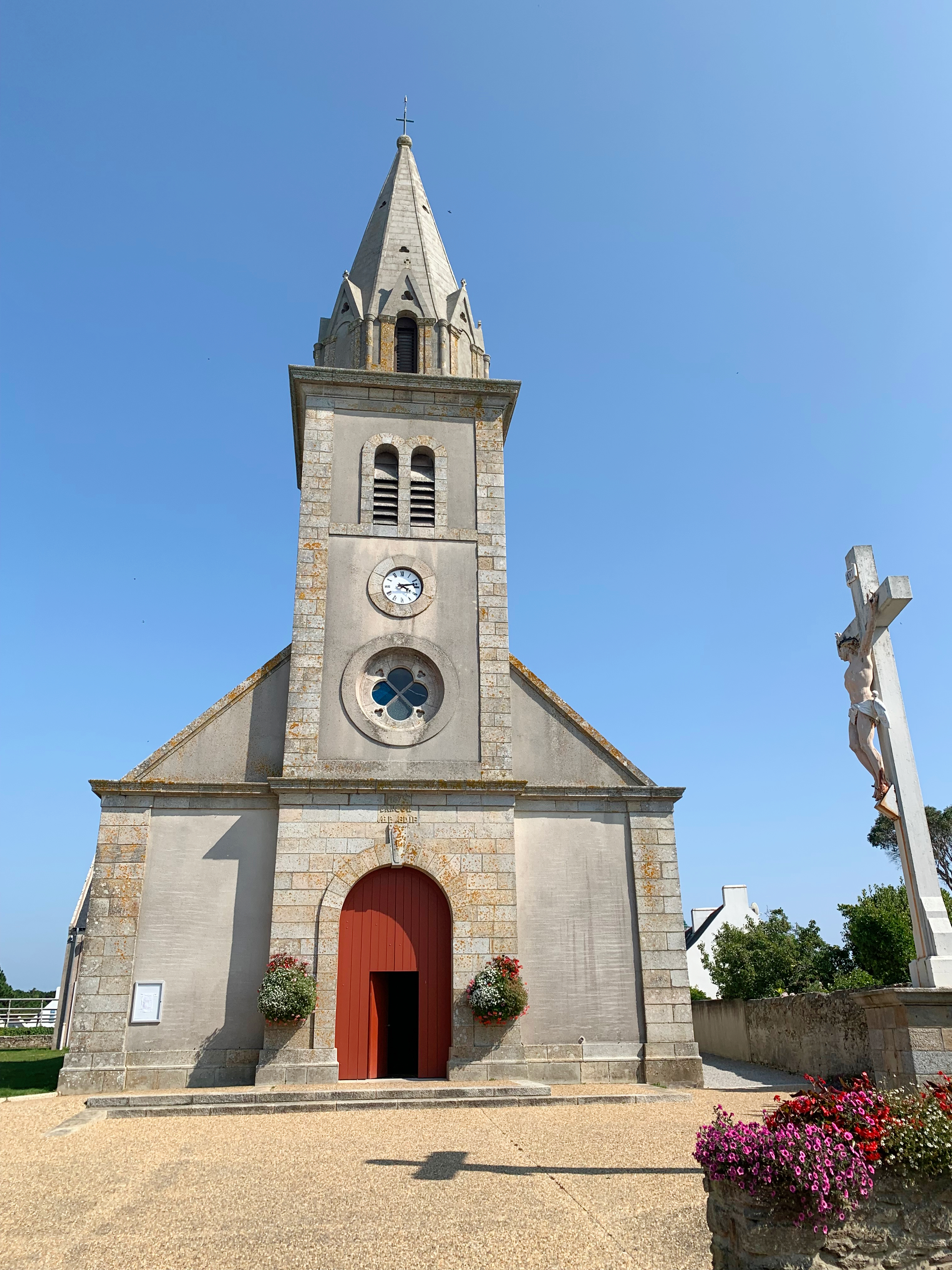
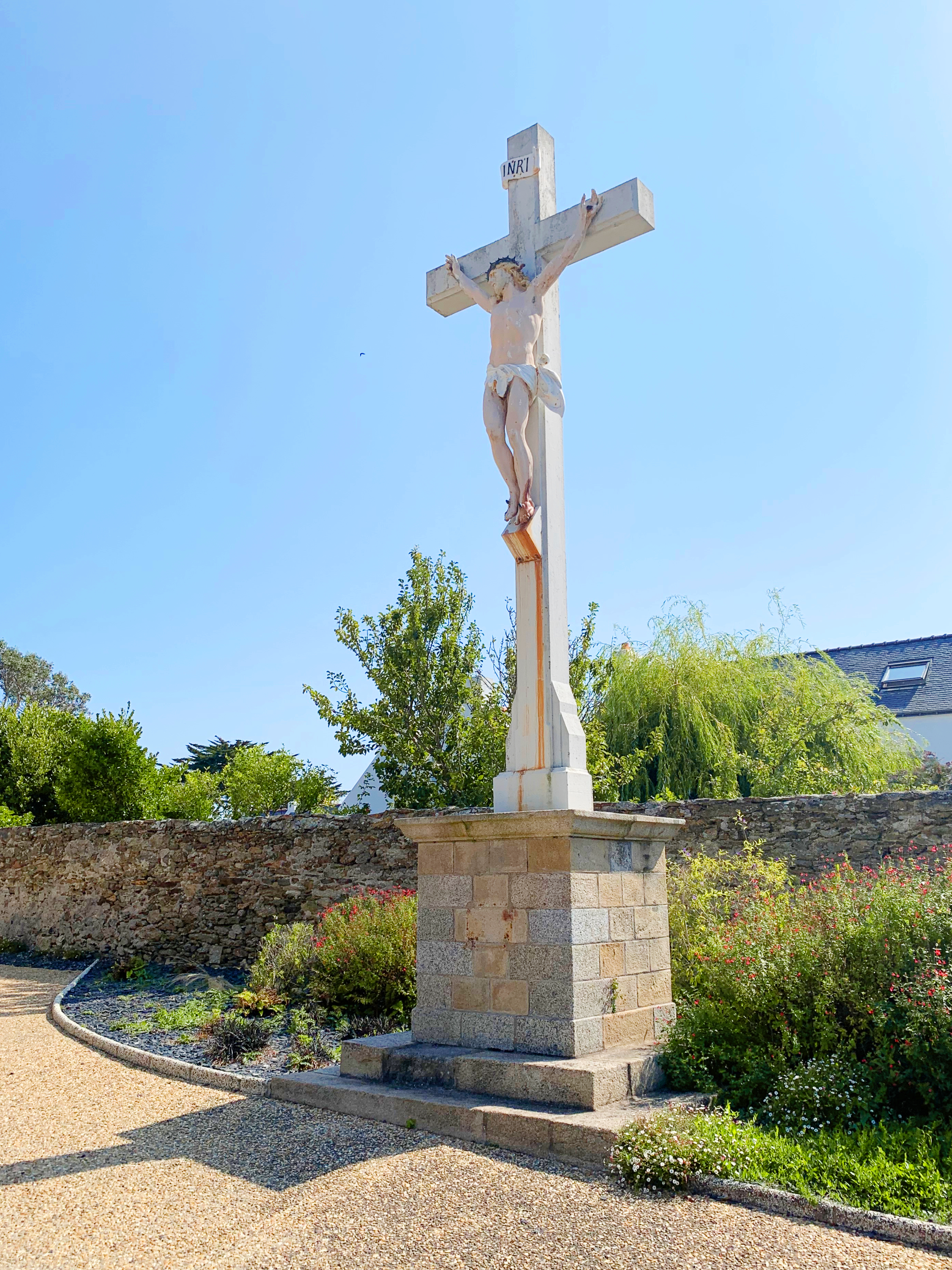